# 長谷川光司
長谷川 光司（はせがわ こうじ）は、日本の漫画家。

## 作品リスト

### 連載終了
- フジアキコ物語 ウルトラマン撮影秘話 - 特撮エース連載、角川書店カドカワコミックスエース全1巻。
- おとぎストーリー 天使のしっぽ（原作：ワンダーファーム） - 学習研究社ノーラコミックス全3巻。
- 轟拳ヤマト（原作：飯島祐輔。大艦機デザインとして参加） - 中央公論新社〈C★NOVELS COMICS〉全5巻。
- 流星戦隊ムスメット - 学習研究社ノーラコミックス全1巻。
- 魔法少女リリカルなのはシリーズ
  - 魔法少女リリカルなのはA's THE COMICS（原作：都築真紀/ivory） - 学習研究社ノーラコミックス全1巻
  - 魔法少女リリカルなのはStrikerS THE COMICS（原作：都築真紀） - 「メガミマガジン」連載、学習研究社ノーラコミックス全2巻。
  - 魔法少女リリカルなのは MOVIE 1st THE COMICS（原作：都築真紀） - 「メガミマガジン」連載、学習研究社ノーラコミックス全2巻。
- アリスの照星（原作：柿沼秀樹） - コミックガム連載、ワニブックスガムコミックス全4巻。
- トーキョー・リトル・ガナーズ（原作：柿沼秀樹） - コミックガム連載、ワニブックスガムコミックス全3巻。
- 俺がヒロインを助け過ぎて世界がリトル黙示録!?（原作：なめこ印） - コミック・ダンガン - ホビージャパンHJコミックス全5巻。
- 武装中学生2045 -夏-（原作：岡本タクヤ、ネーム原作：緋山辰紀） - コミックガム - ワニブックスガムコミックスプラス全3巻。
- VENUS PROJECT（原作：ガラット） - コミック・ダンガン - KADOKAWA アスキー・メディアワークス全1巻。
- 魔法戦士リウイ（原作：水野良、脚本：小沢パンダ） - コミッククリア全5巻。

### 単行本未収録
- 『マブイノコトワリ』パロディ - 「コミックガム」2006年11月号付録「シャッフル・ガム」4ページ
- 魔法円の代書屋2 - 「コミックガム」2015年7月号掲載 読み切り